# Francy Montalvo
Francy Montalvo (Bogotá, 11 de julio) es una pianista, productora  y compositora colombiana. Nominada al Latin Grammy  y a los Independent Music Awards

## Biografía
A lo largo de su carrera musical ha recibido reconocimientos por parte de entidades reconocidas como el Ministerio de Cultura de Colombia e Idartes, en el área de investigación, circulación y composición. Ha sido ganadora de varias convocatorias, donde sus propuestas musicales han sobresalido, como la Beca Nacional de Investigación en Música en 2006, Música con Tempo Colombiano en 2015, el premio de Publicaciones Musicales 2019 y Giras de Circulación Nacional en el mismo año. 
Durante su trayectoria ha sido invitada para realizar conciertos en diversos escenarios a nivel nacional e internacional,  2017 fue invitada por Berklee College of Music al concierto “Caminos de Ida y Vuelta” en el Teatro Julio Mario Santodomingo, donde también participaron artistas reconocidos a nivel nacional e internacional como Carlos Vives, Monsieur Periné, Totó la Momposina, entre otros. 
A nivel internacional se destaca su participación, junto a la agrupación de jazz colombiano Carrera Quinta  de la cual es cofundadora junto al compositor bogotano Javier Pérez Sandoval, siendo nominada a los Latin Grammy. En 2019 es invitada al 16.º Panamá Jazz Festival y en 2011 a la prestigiosa escuela Berklee College of Music, institución a la cual fue invitada para realizar conciertos, talleres y clases acerca de músicas colombianas.  Desde 2006 se desempeñó como teclista de los musicales de la compañía de producción artística Misi, participando en el montaje de obras como Jesucristo Superestrella, Annie, Aladdin, La Bella y la Bestia, Mamma Mia, entre otros. De igual forma ha sido pianista de la Orquesta La Nueva Filarmonía, con la cual, en 2018, participó como pianista en la grabación del álbum “Regreso” de Samuel Torres, ganador del Latin Grammy en la categoría de Mejor Álbum de Música Clásica.
La música de Francy Montalvo se ha empleado en producciones audiovisuales como el documental “Hoy no será” ganador de convocatoria del Idartes en Bogotá y la obra “Con el Alma” compuesta por Francy Montalvo, incluida en el su primer disco “En Esencia”, fue empleada en el video conmemorativo de la entrega del premio Napte (Asociación Nacional de ejecutivos de programas de televisión de Estados Unidos) a Fernando Gaitán, libretista y productor de televisión Colombiano. En 2022 es invitada como compositora para ser parte de la primera big band femenina organizada por el Idartes, en el marco del Festival Jazz al Parque. 
Su más reciente producción es álbum de piano solista llamado “Desde Adentro”, explora la sonoridad del piano en la música andina colombiana más específicamente en el pasillo. En siete canciones se resume la gran conexión que tiene con este género.
Actualmente se desempeña como docente a nivel universitario en Universidad El Bosque en Bogotá, donde fue parte del equipo creador del programa de Maestría en Músicas Colombianas. 

## Discografía
- Semblanzas-William Maestre Big Band (2023)- Productora
- Big Band Vol.2 -Carrera Quinta (2022) -  Pianista, productora y compositora.
- Desde Adentro-Francy Montalvo (2020) -  Pianista, productora y compositora.
- Regreso - Samuel Torres & Nueva Filarmonía (2019) - Pianista.
- Traslaciones - Carrera Quinta (2019)  - Pianista, productora y compositora.
- Carrera Quinta Big Band - Carrera Quinta (2015) - Pianista, productora y compositora.
- En Esencia - Carrera Quinta (2009) - Pianista, productora y compositora.

## Premios y nominaciones
| Año  | Trabajo nominado                         | Premio                   | Categoría                        | Créditos                          | Resultado |
| 2016 | Carrera Quinta Big Band - Carrera Quinta | Latin Grammy             | Mejor Álbum de Jazz Latino       | Productora, pianista, compositora | Nominado  |
| 2016 | Carrera Quinta Big Band - Carrera Quinta | Independent Music Awards | Mejor Álbum de Jazz Instrumental | Productora, pianista, compositora | Nominado  |
| 2019 | Regreso-Nueva Filarmonía y Samuel Torres | Latin Grammy             | Mejor Álbum de Música Clásica    | Pianista                          | Ganador   |
| 2023 | William Maestre Big Band-Semblanzas      | Latin Grammy             | Mejor Álbum de Jazz Latino       | Productora                        | Nominado  |
| ---- | ---------------------------------------- | ------------------------ | -------------------------------- | --------------------------------- | --------- |

| Año  | Reconocimiento/Evento                                                                               | Entidad                           | Proyecto                                                                                           | Créditos                             | Resultado |
| 2006 | Beca Nacional de Investigación en Música                                                            | Ministerio de Cultura de Colombia | Aplicación de Conceptos de Improvisación en el Pasillo y el Bambuco de la Región Andina Colombiana | Investigadora, Compositora, pianista | Ganadora  |
| 2018 | Becas de circulación internacional para músicos, agrupaciones e investigadores musicales - I Ciclo  | Ministerio de Cultura de Colombia | Carrera Quinta Gira Universitaria Nacional                                                         | Productora, pianista, compositora    | Ganadora  |
| 2019 | Reconocimiento para la publicación de materiales pedagógicos o musicales para procesos de formación | Ministerio de Cultura de Colombia | 17 Obras Para Formato de Big Band                                                                  | Compositora                          | Ganadora  |
| 2020 | Becas para la producción de bienes y servicios creativos y culturales innovadores I                 | Ministerio de Cultura de Colombia | Colombian Andean Jazz & Beyond. Curso Virtual                                                      | Investigadora, Compositora, pianista | Ganadora  |
| ---- | --------------------------------------------------------------------------------------------------- | --------------------------------- | -------------------------------------------------------------------------------------------------- | ------------------------------------ | --------- |

## Publicaciones
- 17 obras para formato de Big Band. Libro 2019. Ganador Premio Publicaciones Ministerio de Cultura.
- Método de Improvisación en el Pasillo de la Región Andina Colombiana” Publicado por Sic Editorial Bucaramanga y Ministerio de Cultura 2006 ISBN 958-708-224-9
- Pasillos,Bambucos, Guabinas, una visión urbana. 2009. Libro, Publicación Independiente. ISBN 978-958-44-5894-0